# Saint-Merd-de-Lapleau
Saint-Merd-de-Lapleau è un comune francese di 130 abitanti situato nel dipartimento della Corrèze nella regione della Nuova Aquitania.
Sul territorio comunale scorre il fiume Sombre.

## Origini del nome
Dopo essere stato chiamato Ecclesiam Sancti Medardi, il paese prese il nome Sancti Medardi intorno al 1315, per poi diventare Saint-Merd-de-Lapleau.
Saint Merd è la deformazione del nome di san Medardo di Noyon, la seconda parte fa riferimento al vicino comune di Lapleau.

## Storia

### Simboli
Nonostante siano state presentate alcune proposte, il comune non ha adottato un proprio stemma ufficiale.

## Società

### Evoluzione demografica
Abitanti censiti